# Продолжение (информатика)
Продолжение (англ. continuation) — абстрактное представление состояния программы в определённый момент, которое может быть сохранено и использовано для перехода в это состояние. Продолжения содержат всю информацию, чтобы продолжить выполнения программы с определённой точки; состояние глобальных переменных обычно не сохраняется, однако для функциональных языков это несущественно (например, выборочное сохранение и восстановление значений глобальных объектов в Scheme достигается отдельным механизмом dynamic-wind). Продолжения похожи на goto Бейсика или макросы setjmp и longjmp в Си, так как так же позволяют перейти в любое место программы. Но продолжения, в отличие от goto, позволяют перейти в участок программы только с определённым состоянием, которое должно быть сохранено заранее, в то время, как goto позволяет перейти в участок программы с неинициализированными переменными.
Первый язык, реализовавший концепцию продолжений — Scheme, позднее встроенная поддержка продолжений появилась в ряде других языков.

## Определения
Формально, callcc — это функция высшего порядка, позволяющая абстрагировать динамический контекст имеющейся функции в виде другой функции, которая и называется «продолжением».
Более наглядно, продолжение — это «вся оставшаяся часть программы от данной точки», или «функция, которая никогда не возвращает управление в точку своего вызова». В курсах функционального программирования объяснение понятия продолжения часто сводится к «расширению (усложнению) понятия сопрограммы», но в дидактическом смысле такое объяснение считается бесполезным. Причина трудности объяснения концепции заключается в том, что продолжения фактически являются альтернативным обоснованием понятия «поведения» («вызова» в самом широком понимании), то есть несут иную семантическую модель, и в этом смысле начальный переход от «обычного» функционального программирования к программированию с интенсивным использованием продолжений можно сравнить с начальным переходом от императивного программирования к функциональному.
Продолжения обеспечивают математическое обоснование всего порядка выполнения программы, от goto и циклов до рекурсии, исключений, генераторов, сопрограмм и механизма возврата. Как следствие, они позволяют реализовать все эти элементы в языке посредством единой конструкции.

## Программирование в стиле передачи продолжений
Программирование в стиле передачи продолжений (англ. continuation-passing style, CPS) — это стиль программирования, при котором передача управления осуществляется через механизм продолжений. Стиль CPS впервые представили Джеральд Джей Сассман и Гай Стил-младший, одновременно с языком Scheme.
Программу в «классическом стиле» зачастую можно переписать в стиле передачи продолжений. Например, для задачи вычисления гипотенузы прямоугольного треугольника с «классическим» кодом на Haskell:
```
pow2
 
::
 
Float
 
->
 
Float

pow2
 
a
 
=
 
a
 
**
 
2

add
 
::
 
Float
 
->
 
Float
 
->
 
Float

add
 
a
 
b
 
=
 
a
 
+
 
b

pyth
 
::
 
Float
 
->
 
Float
 
->
 
Float

pyth
 
a
 
b
 
=
 
sqrt
 
(
add
 
(
pow2
 
a
)
 
(
pow2
 
b
))

```

можно добавить один аргумент типа F, где F означает функцию из возвращаемого значения исходной функции в произвольный тип x, а возвращающим значением сделать этот произвольный тип x:
```
pow2'
 
::
 
Float
 
->
 
(
Float
 
->
 
a
)
 
->
 
a

pow2'
 
a
 
cont
 
=
 
cont
 
(
a
 
**
 
2
)

add'
 
::
 
Float
 
->
 
Float
 
->
 
(
Float
 
->
 
a
)
 
->
 
a

add'
 
a
 
b
 
cont
 
=
 
cont
 
(
a
 
+
 
b
)

-- типы a -> (b -> c) и a -> b -> c эквивалентны, поэтому CPS-функцию можно

-- рассмотреть как функцию высшего порядка от одного аргумента

sqrt'
 
::
 
Float
 
->
 
((
Float
 
->
 
a
)
 
->
 
a
)

sqrt'
 
a
 
=
 
\
cont
 
->
 
cont
 
(
sqrt
 
a
)

pyth'
 
::
 
Float
 
->
 
Float
 
->
 
(
Float
 
->
 
a
)
 
->
 
a

pyth'
 
a
 
b
 
cont
 
=
 
pow2'
 
a
 
(
\
a2
 
->
 
pow2'
 
b
 
(
\
b2
 
->
 
add'
 
a2
 
b2
 
(
\
anb
 
->
 
sqrt'
 
anb
 
cont
)))

```

В функции pyth' вычисляется квадрат от a, и в качестве продолжения передаётся функция (лямбда-выражение), принимающая единственным аргументом a в квадрате. Далее таким же образом вычисляются все последующие промежуточные значения. Для того, чтобы произвести вычисления, в качестве продолжения необходимо передать функцию от одного аргумента, например, функцию id, которая возвращает любое переданное ей значение. Таким образом, выражение pyth' 3 4 id эквивалентно 5.0.
Стандартная haskell-библиотека в модуле Control.Monad.Cont содержит тип Cont, позволяющий использовать CPS функции в монаде. Функция pyth' будет выглядеть следующим образом:
```
pow2_m
 
::
 
Float
 
->
 
Cont
 
a
 
Float

pow2_m
 
a
 
=
 
return
 
(
a
 
**
 
2
)

-- функция cont поднимает обычные CPS функции в монаду

pyth_m
 
::
 
Float
 
->
 
Float
 
->
 
Cont
 
a
 
Float

pyth_m
 
a
 
b
 
=
 
do

  
a2
 
<-
 
pow2_m
 
a

  
b2
 
<-
 
pow2_m
 
b

  
anb
 
<-
 
cont
 
(
add'
 
a2
 
b2
)

  
r
 
<-
 
cont
 
(
sqrt'
 
anb
)

  
return
 
r

```

Также данный модуль содержит функцию callCC, имеющую тип MonadCont m => ((a -> m b) -> m a) -> m a. Из типа видно, что она принимает единственным аргументом функцию, которая, в свою очередь, также имеет единственным аргументом функцию, прерывающую дальнейшие вычисления. Например, мы можем прервать дальнейшие вычисления, если хотя бы один из аргументов отрицательный:
```
pyth_m
 
::
 
Float
 
->
 
Float
 
->
 
Cont
 
a
 
Float

pyth_m
 
a
 
b
 
=
 
callCC
 
$
 
\
exitF
 
->
 
do

  
when
 
(
b
 
<
 
0
 
||
 
a
 
<
 
0
)
 
(
exitF
 
0.0
)
 
-- when :: Applicative f => Bool -> f () -> f ()

  
a2
 
<-
 
pow2_m
 
a

  
b2
 
<-
 
pow2_m
 
b

  
anb
 
<-
 
cont
 
(
add'
 
a2
 
b2
)

  
r
 
<-
 
cont
 
(
sqrt'
 
anb
)

  
return
 
r

```

Примеры CPS в Scheme:
| Direct style | Continuation passing style |
| --- | --- |
| (define (pyth x y) (sqrt (+ (* x ) (* y ))))                                                                    | (define (pyth& x y k) (*& x (lambda (x2) (*& y (lambda (y2) (+& x2 y2 (lambda (x2py2) (sqrt& x2py2 k)))))))) |
| (define (factorial n) (if (= n 0) 1 ; NOT tail-recursive (* n (factorial (- n 1)))))                            | (define (factorial& n k) (=& n 0 (lambda (b) (if b ; продолжение растёт (k 1) ; в рекурсивном вызове (-& n 1 (lambda (nm1) (factorial& nm1 (lambda (f) (*& n f k)))))))))                                               |
| (define (factorial n) (f-aux n 1)) (define (f-aux n a) (if (= n 0) a ; tail-recursive (f-aux (- n 1) (* n a)))) | (define (factorial& n k) (f-aux& n 1 k)) (define (f-aux& n a k) (=& n 0 (lambda (b) (if b ; продолжение сохраняется (k a) ; в рекурсивном вызове (-& n 1 (lambda (nm1) (*& n a (lambda (nta) (f-aux& nm1 nta k))))))))) |

В «чистом» CPS фактически не существует самих продолжений — всякий вызов оказывается хвостовым. Если язык не гарантирует оптимизации хвостовых вызовов (англ. Tail call optimization, TCO), то при каждом вложенном вызове callcc растёт и само продолжение, и стек вызовов. Обычно это нежелательно, но временами используется интересным способом (например, в компиляторе Chicken Scheme). Совместное использование стратегий оптимизации TCO и CPS позволяет полностью устранить динамический стек из исполнимой программы. Ряд компиляторов функциональных языков работает именно таким образом, к примеру, компилятор SML/NJ для языка Standard ML.

## Ограниченные и неограниченные продолжения
Существует несколько разновидностей продолжений. Наиболее распространённая из них — неограниченные продолжения (undelimited continuations), реализуемые с помощью функции call/cc или её аналогов. Такие продолжения действительно представляют собой состояние всей программы (или одной её нити) в определённый момент. Вызов такого продолжения не похож на вызов функции, поскольку он соответствует «прыжку» в сохраненное состояние программы и не возвращает никакого значения; такое продолжение обычно нельзя вызвать несколько раз. Ограниченные продолжения (delimited continuations) абстрагируют зависимость результата некоторого блока программы от результата некоторого подвыражения этого блока. В определённом смысле они соответствуют некоторому сегменту стека вызовов, а не всему стеку. Такие продолжения могут использоваться как функции, вызываться несколько раз и так далее. Они абстрагируются с помощью механизма shift/reset: reset оборачивает внешний блок, shift действует как call/cc, но получает в качестве аргумента не глобальное продолжение, а ограниченное — зависимость значения блока reset от значения на месте блока shift. Существуют и другие разновидности, к примеру prompt/control.

## Поддержка языками программирования
Многие языки программирования предоставляют эту возможность под различными именами, например:
- Scheme: call/cc (краткая запись для call-with-current-continuation);
- Standard ML: SMLofNJ.Cont.callcc, также реализовано в Concurrent ML;
- Си: setcontext и аналоги (UNIX System V и GNU libc);
- Ruby: callcc;
- Smalltalk: Continuation currentDo:, в большинстве современных реализаций продолжения могут быть реализованы на чистом Smalltalk, не требуя специальной поддержки в виртуальной машине;
- JavaScript: await и yield;
- JavaScript Rhino: Continuation;
- Haskell: callCC (в модуле Control.Monad.Cont);
- Factor: callcc0 и callcc1;
- Python: yield;
- Python PyPy: _continuation.continulet;
- Kotlin: suspend, на основе которого реализованы async, await, yield и некоторые другие сопрограммные конструкции.
- Scala: существует плагин для поддержки ограниченных продолжений;
- PHP: yield;
- C#: yield return и await.

В любом языке, поддерживающем замыкания, можно писать программы в стиле передачи продолжений и вручную реализовать call/cc. В частности, это принятая практика в Haskell, где легко строятся «монады, передающие продолжения» (для примера, монада Cont и трансформер монад ContT библиотеки mtl).